# Safa Serbest
Safa Serbest (* 5. Dezember 1995 in Istanbul) ist ein türkischer Fußballspieler.

## Karriere
Serbest kam im Istanbuler Stadtteil Eminönü zur Welt und begann hier in der Nachwuchsabteilung von Istanbul Damlaspor mit dem Vereinsfußball. 2006 wechselte er in den Nachwuchs des Zweitligisten Istanbul Büyükşehir Belediyespor. Nachdem sich abzeichnete, dass Serbest hier keinen Profivertrag erhalten würde, nahm er das Angebot des Istanbuler Viertligisten Küçükköyspor an und startete hier seine Profikarriere. 
Nachdem er mit Küçükköyspor am Ende der Saison 2009/10 den Klassenerhalt verfehlte und in die Amateurliga absteigen musste, wechselte Serbest zum Drittligisten Dardanelspor. Dort etablierte er sich zwar auf Anhieb als Stammspieler, jedoch verfehlte er mit seinem Klub den Klassenerhalt und spielte ab der Saison 2010/11 mit diesem in der TFF 3. Lig. Die Viertligasaison 2012/13 beendete er mit seinem Verein als Play-off-Sieger und kehrte nach zwei Jahren wieder in die TFF 2. Lig zurück.
Im Sommer 2014 heuerte Serbest beim Zweitligisten Samsunspor an. Für die Rückrunde der Saison 2014/15 verlieh ihn sein Verein an Fethiyespor.

## Erfolge
Mit Dardanelspor
- Play-off-Siege der TFF 3. Lig und Aufstieg in die TFF 2. Lig: 2012/13